# هوگانس ویل (جورجیا)
هوگانس ویل، جورجیا (به انگلیسی: Hogansville, Georgia) یک شهر در ایالات متحده آمریکا با جمعیت ۲٬۷۷۴ نفر است که در جورجیا واقع شده‌است.

## موقعیت جغرافیایی
موقعیت جغرافیایی شهرها و مناطق اطراف به شرح زیر است:

## نگارخانه

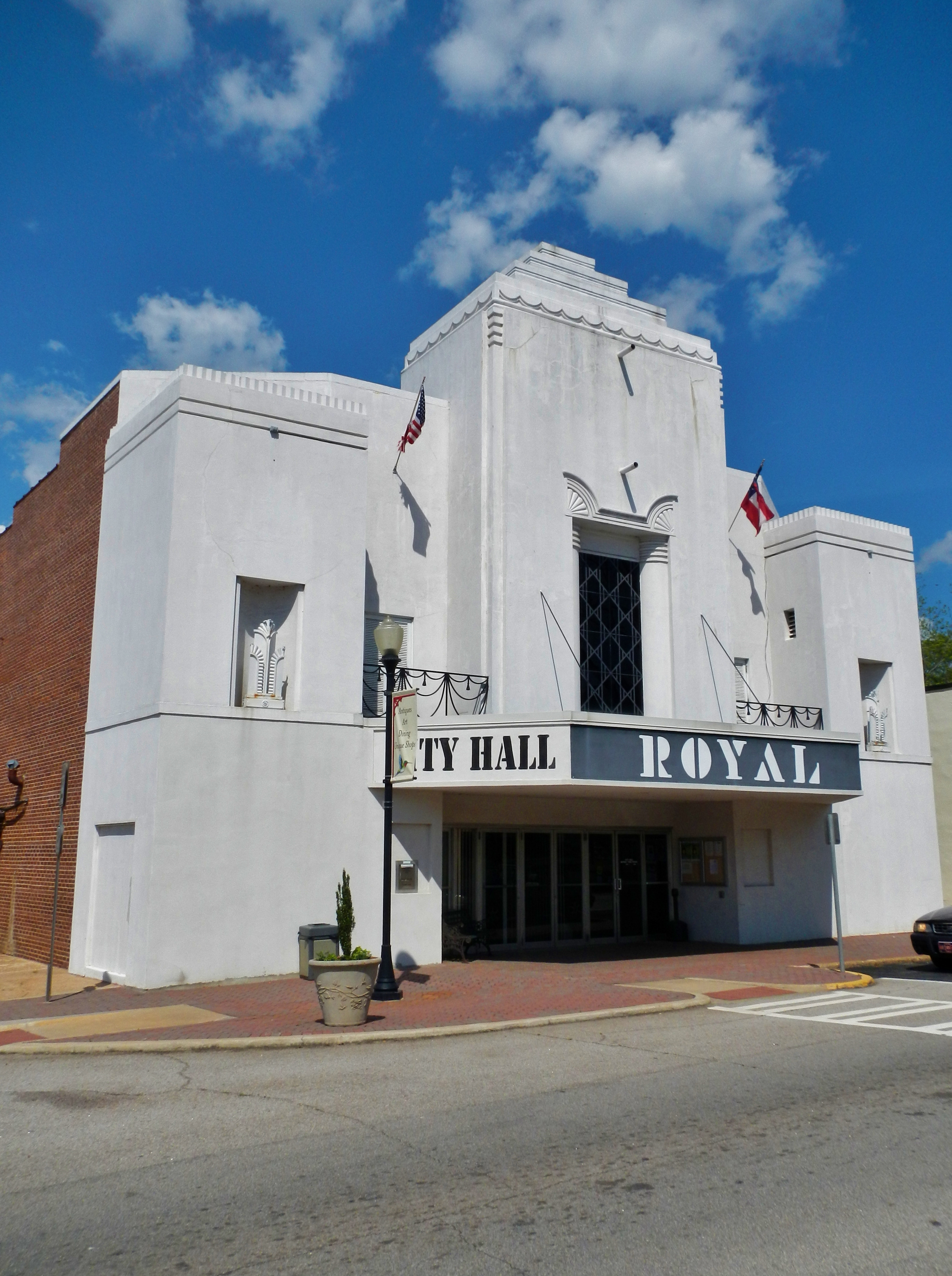
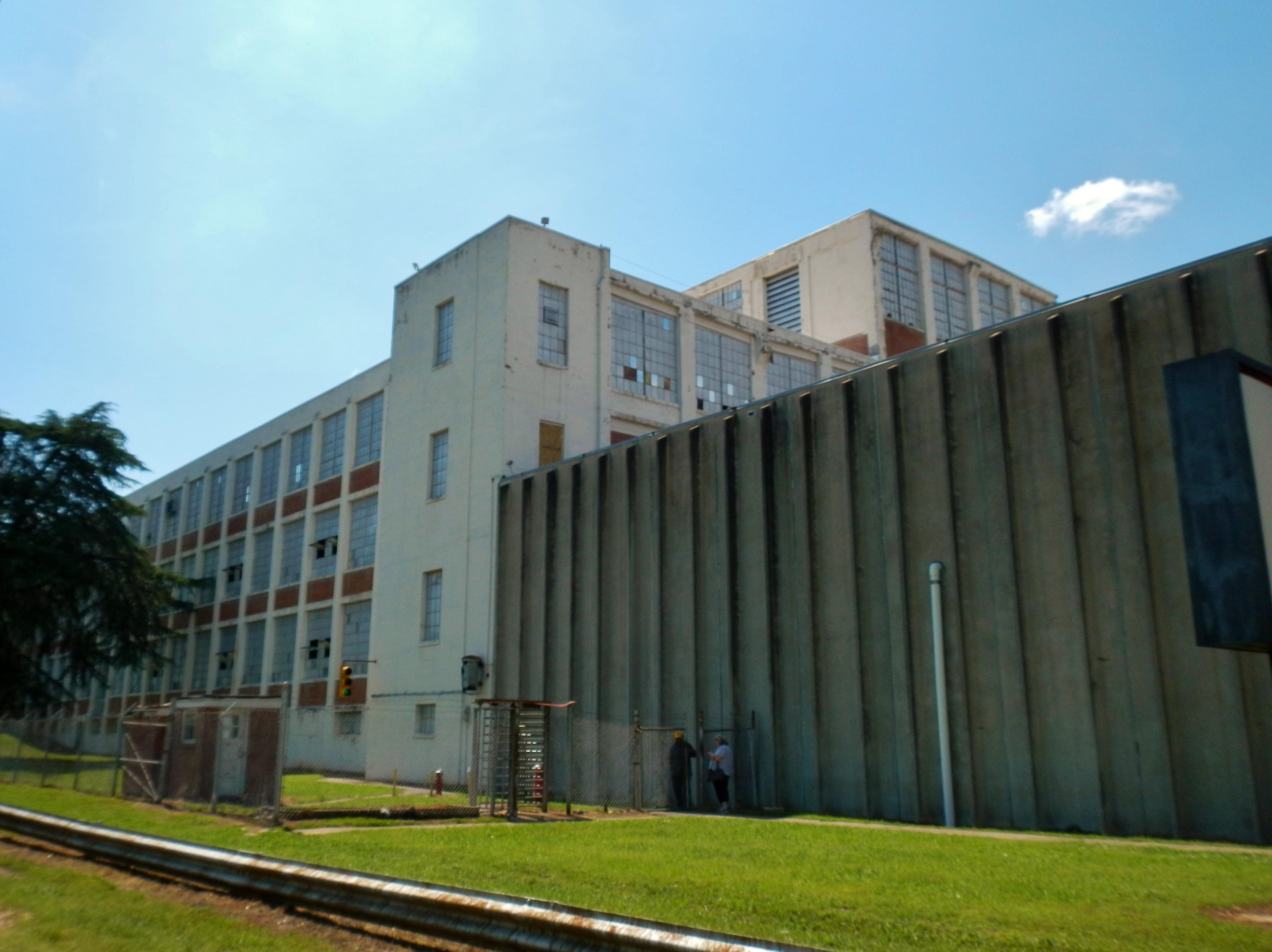
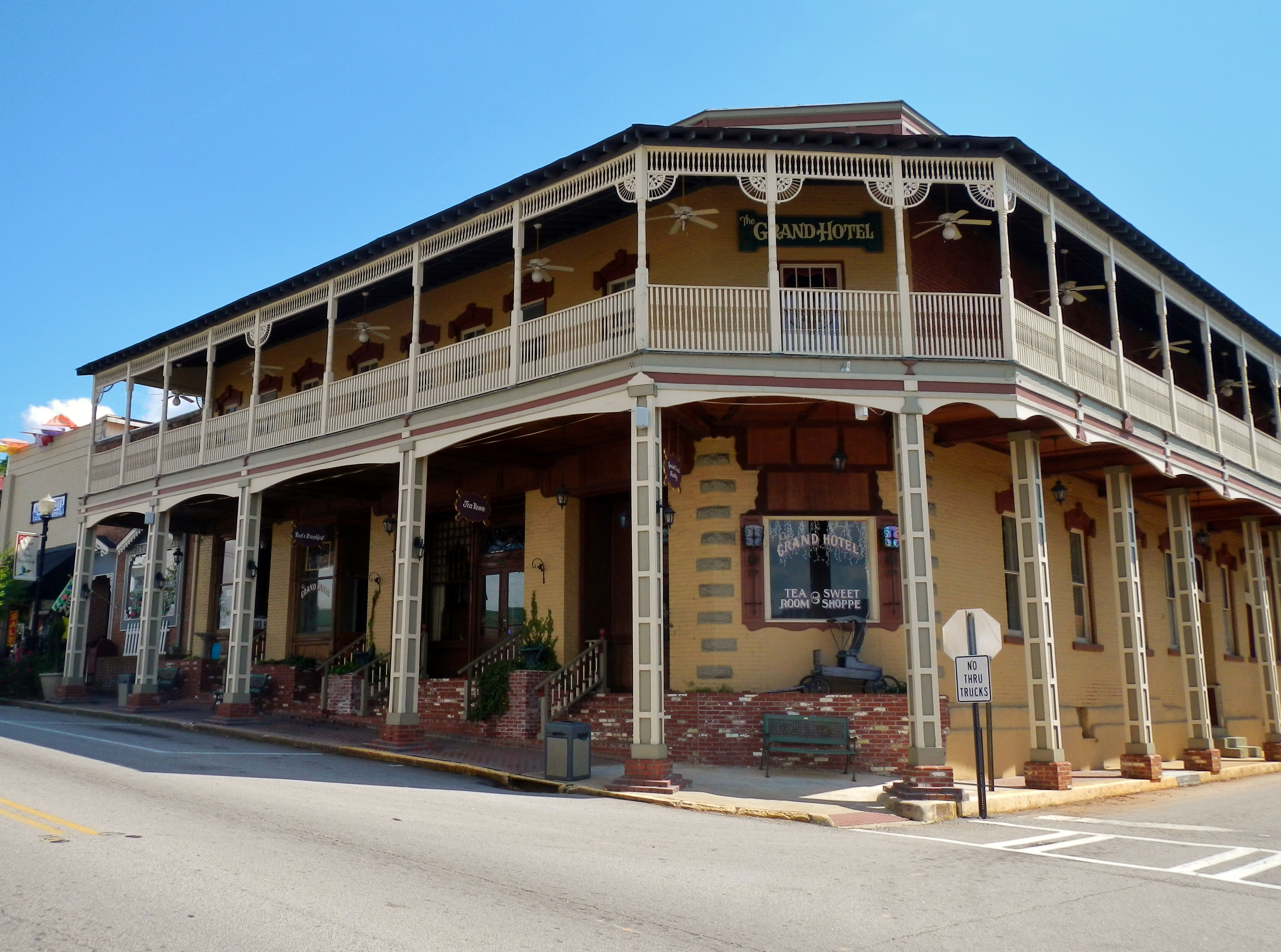
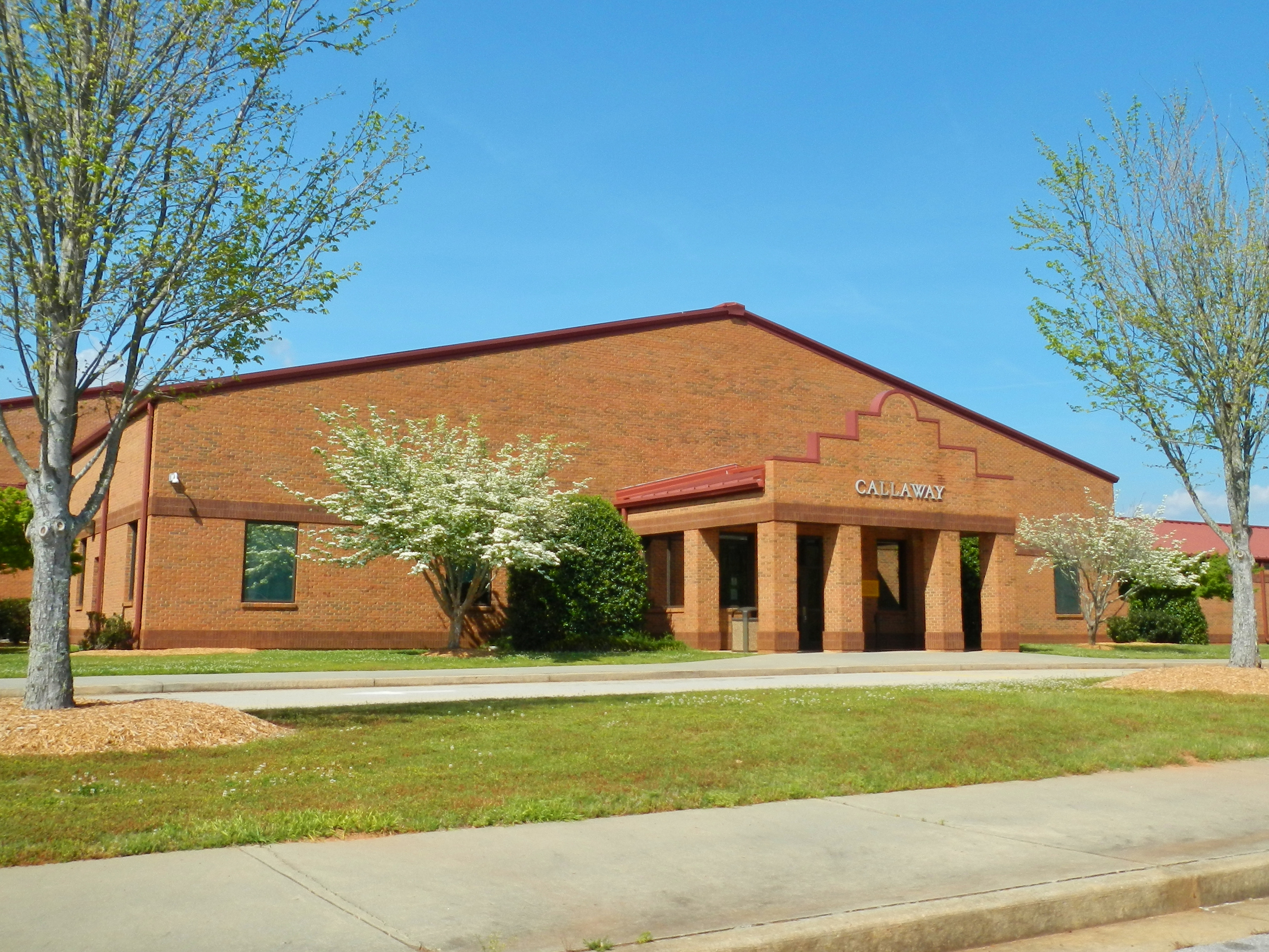